# Jährlichkeit und Jährigkeit
Jährlichkeit und Jährigkeit sind im Grundgesetz für die Bundesrepublik Deutschland verankerte Haushaltsgrundsätze. Sie finden sich auch in den Landes- und Kommunalverfassungen. Beide Grundsätze weisen Ähnlichkeiten auf, trotzdem bilden sie von ihrer Bedeutung her und nach ihrer jeweiligen inhaltlichen Bestimmung eigenständige Fachbegriffe. Aus diesen Haushaltsgrundsätzen ergibt sich in der öffentlichen Finanzwirtschaft ein haushaltsrechtlicher Rhythmus oder auch „rhythmisches Leitmotiv“ in Kalenderjahresschritten. Die Jährlichkeit besagt die Pflicht zum Erlass eines Haushaltsplanes bzw. einer Haushaltssatzung. Die Jährigkeit legt fest, dass die einzelnen Ansätze im Haushaltsplan grundsätzlich für ein Haushaltsjahr Geltung besitzen. Diese Grundsätze sind für die Bewirtschaftungsbefugnis der Mittel im jährlichen Haushaltskreislauf (Grundsatz der zeitlichen Bindung) von zentraler Bedeutung.

## Gesetzliche Regelung
Das Prinzip der Jährlichkeit in Art. 110 Abs. 2 Satz 1 GG geht dahin, dass der Haushaltsplan des Bundes für ein oder mehrere Rechnungsjahre, nach Jahren getrennt, vor Beginn des ersten Rechnungsjahres durch das Haushaltsgesetz festzustellen ist.
Auf kommunaler Ebene kann auch ein Doppelhaushalt, der zwei Kalenderjahre umfasst, beschlossen werden, der jedoch in Form von zwei einzelnen Haushaltssatzungen dargestellt werden muss.
Das Prinzip der Jährigkeit bezieht sich dagegen auf den Haushaltsvollzug durch die Exekutive. Es beinhaltet eine zeitliche Beschränkung der Ausgaben- und Kreditermächtigungen. Gemäß § 27 Abs. 1 Satz 1 HGrG, § 45 Abs. 1 Satz 1 BHO dürfen Ermächtigungen nur zu im Bundeshaushaltsplan bezeichneten Zwecken und Leistungen, soweit und solange sie fortdauern, und nur bis zum Ende des Haushaltsjahres geleistet oder in Anspruch genommen werden. Anschließend verfallen sie ersatzlos, soweit nichts anderes bestimmt ist. Wegen des engen funktionalen Zusammenhangs zum Jährlichkeitsprinzip kommt auch dem Grundsatz der Jährigkeit Verfassungsrang zu. Weitere Rechtsvorschriften regeln die Anwendung dieses Haushaltsgrundsatzes auf Landes- und Kommunalebene.
Aus dem Prinzip der Jährigkeit folgt auch die Verpflichtung, den Haushaltsvollzug grundsätzlich nicht überjährig übertragbar mit Verpflichtungsermächtigungen und anderen Haushaltsvermerken auszuweisen. Dies hat mitunter das umgangssprachliche „Dezemberfieber“ zur Folge. Das Prinzip der Jährigkeit wird jedoch durchbrochen im Hinblick auf die Bildung von Ausgaberesten, die unter bestimmten Voraussetzungen ausnahmsweise für die jeweilige Zweckbestimmung über das Haushaltsjahr hinaus bis zum Ende des auf die Bewilligung folgenden zweitnächsten Haushaltsjahres verfügbar bleiben dürfen. Es wird ferner durchbrochen, um Investitionsauszahlungen über mehrere Jahre hinweg durch entsprechende Haushaltsvermerke bis zur Fälligkeit der abschließenden Zahlung zu ermöglichen (Übertragbarkeit von Ansätzen).

## Praktische Bedeutung
Das inhaltliche Prinzip der Jährigkeit ergänzt das äußerliche Prinzip der Jährlichkeit in seiner Schutzwirkung zugunsten des parlamentarischen Budgetrechts, indem es verhindert, dass der Entscheidungsspielraum künftiger Haushaltsgesetzgeber durch fortwirkende Vorfestlegungen aus früheren Haushalten eingeschränkt wird.
Mit Urteil vom 15. November 2023 erklärte das Bundesverfassungsgericht das Nachtragshaushaltsgesetz 2021 wegen der zeitlichen Entkoppelung der Feststellung einer Notlage gemäß Art. 115 Abs. 2 Satz 6 GG vom tatsächlichen Einsatz der Kreditermächtigungen als mit den Verfassungsgeboten der Jährlichkeit und Jährigkeit unvereinbar und nichtig.